# Podomyrma micans
Podomyrma micans är en myrart som beskrevs av Mayr 1876. Podomyrma micans ingår i släktet Podomyrma och familjen myror.

## Underarter
Arten delas in i följande underarter:
- P. m. maculiventris
- P. m. micans